# Maria Pia de Saxe-Cobourg Bragance
Succession
Prétendant au trône de Portugal
2 juillet 1932 – 6 mai 1995
(44 ans, 4 mois et 23 jours)
Maria Pia de Saxe-Cobourg Bragance (Lisbonne, 13 mars 1907 – Vérone, 6 mai 1995) est une femme de lettres portugaise. Elle est surtout connue pour avoir prétendu être la fille illégitime du roi Charles Ier de Portugal et, de ce fait, la prétendante au trône du Portugal et au titre de « duchesse de Bragance ». Elle a aussi publié des livres sous le pseudonyme de Hilda de Toledano.

## Biographie
Maria Pia de Saxe-Cobourg et Bragance est née le 13 mars 1907 à l'avenue de la Liberté, paroisse du Cœur de Jésus, à Lisbonne, Portugal, prétendument fille adultérine du roi Charles Ier de Portugal, alors marié à la princesse Amélie d'Orléans, et de Maria Amelia de Laredó e Murça, née à Cametá, dans l'État de Pará, au Brésil. Cette dame était la fille d'un couple de riches brésiliens installés au Portugal à la fin du XIXe siècle : Armando Maurício Laredó et Maria Amelia Murça e Berhen. Si la baronnie dont ses parents se prévalaient ne semblait pas légitime, elle ne fut cependant jamais remise en question publiquement et parfois tolérée en société.

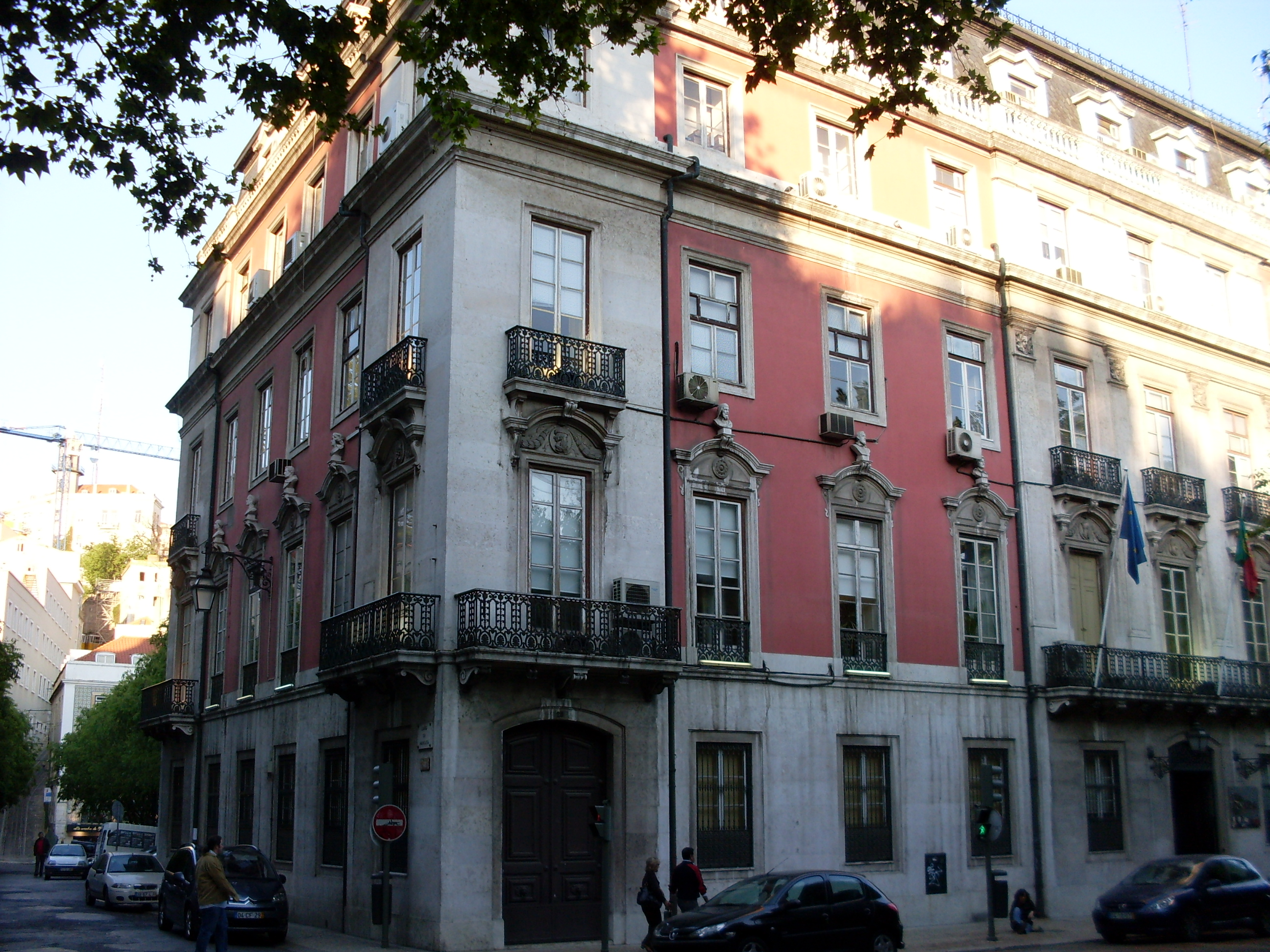
Maison où Maria Pia de Bragance est née, à Lisbonne, Portugal.

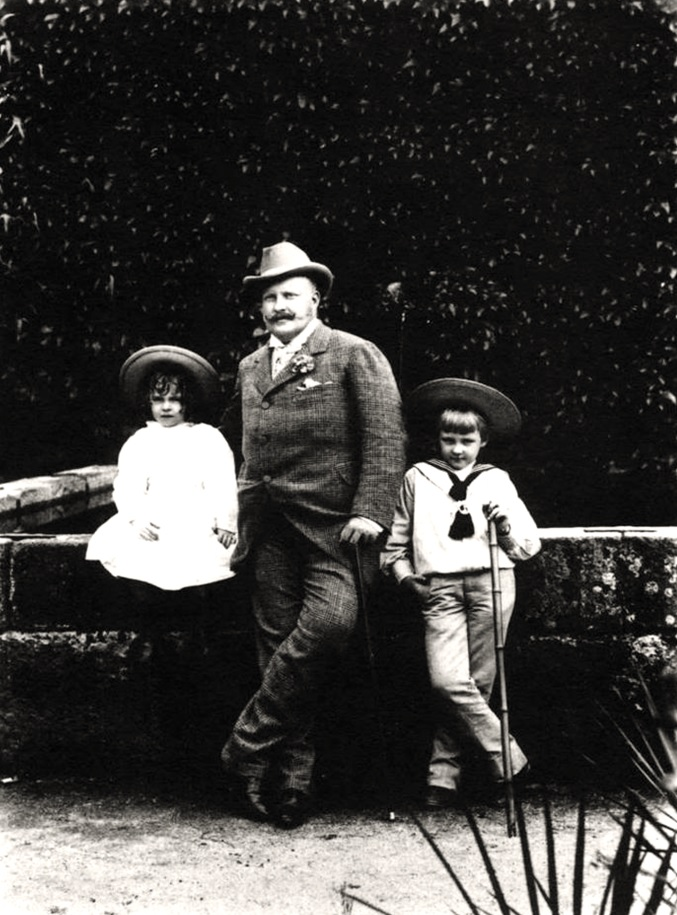
Le roi Charles Ier avec ses fils.

Dans ses Mémoires d'une infante vivante, Maria Pia de Bragance indique que la famille se serait ensuite installée à Madrid où elle aurait été baptisée à l'église Saint Fermin de los Navarros le 15 avril 1907. Le registre, détenu à l'église de la Vierge Marie du Mont Carmel et de Saint-Aloysius, aurait mentionné que le père était « D. Carlos de Saxe-Cobourg et Savoie de la maison de Bragance du Portugal », soit le roi Charles Ier de Portugal, à l'époque marié à la princesse Marie-Amélie d'Orléans, fille aînée de Philippe d'Orléans et de Marie-Isabelle d'Orléans.
En 1925, Maria Pia de Bragance épouse Francesco Javier Bilbao y Batista, un playboy cubain de 20 ans son aîné, héritier d'une riche famille d'éleveurs. Le mariage, qui a lieu à l'ambassade de Cuba à Paris, est uniquement civil et aboutit à un divorce. De cette union naît en 1932 une fille, Fátima Francisca Xaviera Iris Bilbao de Saxe-Cobourg et Bragance, chez laquelle on diagnostique un retard mental et qui meurt sans descendance en 1982. Après un court séjour à Cuba, le couple se réinstalle en Espagne où Francesco Javier Bilbao y Batista meurt le 15 novembre 1935.
Pour échapper à la guerre civile, Maria Pia de Bragance s'installe à Rome avec sa mère et sa fille. Elle se marie clandestinement en 1939 avec Giuseppe Blais, colonel des carabiniers, l'interdiction leur étant faite à l'époque d'épouser des étrangères. L'enregistrement civil n'a lieu de ce fait que le 5 août 1946. Cette même année naît María Cristina Blais de Saxe-Cobourg et Bragance, qui épouse plus tard le sculpteur espagnol Miguel Ortiz Berrocal (1933-2006). Installés à Vérone, ils ont deux fils : Carlos Miguel Berrocal de Saxe-Cobourg et Bragance (né en 1976) et Beltrão José Berrocal de Saxe-Cobourg et Bragance (né en 1978).
Giuseppe Blais meurt en 1983. En 1985, à l'âge de 78 ans, Maria Pia de Bragance épouse en troisièmes noces Antonio João da Costa Amado-Noivo (1952-1996), de 45 ans son cadet. Elle meurt à Vérone le 6 mai 1995 et est enterrée dans le caveau des Blais.

## Carrière littéraire
Au début des années 1930, Maria Pia de Bragance fait paraître quelques articles dans deux journaux espagnols, Blanco y Negro et le Diario ABC, tant par désœuvrement que comme revenus d'appoint.
En 1937, elle publie sous le pseudonyme de Hilda de Toledano son premier livre, La hora de Alfonso XIII, édité à La Havane par Ucar, Garcia y Companía. Écrit en espagnol, il s'agit d'une défense du roi Alphonse XIII d'Espagne, alors en exil. En 1954, elle publie, sous le même pseudonyme, son deuxième livre, Un beso y... nada más: confidencia consciente de una pecadora inconsciente, édité à Madrid, un roman en partie autobiographique.
En 1957, elle écrit en français Mémoires d'une infante vivante, publiées à Paris par Del Duca sous le nom de Maria Pia de Saxe-Cobourg Bragance. Il s'agit de sa première tentative de reconnaissance publique en tant qu'enfant illégitime bien qu'elle ne comporte aucune prétention monarchique. Le livre se termine par ces mots : « Je ne réclame d'autre sceptre que ma plume, d'autre couronne que celle léguée par mes père et mère : ma dignité. » Elle suggère même que l'héritière légitime du trône de Portugal, laissé vacant à la mort prématurée en 1932 de Manuel II, seul enfant survivant de Charles Ier, serait la « princesse » Isabelle d’Orléans (née en 1932), fille aînée du « comte de Paris » et d'Isabelle d'Orléans et Bragance.

## Prétention au trône

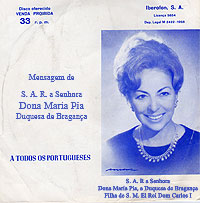
Disque vinyle de Maria Pia de Bragance contenant le message de sa prétention au trône du Portugal.

Le 15 juillet 1957, à la suite de la publication de son livre, un groupe de monarchistes portugais lance une pétition en faveur de Maria Pia. Elle se rend en 1958 au Portugal où elle rencontre le président Francisco Craveiro Lopes mais pas le tout puissant président du Conseil, António de Oliveira Salazar, qui refuse l'entrevue. Elle soutient cette même année le candidat à la présidence Humberto Delgado, qui est ensuite battu et s'exile au Brésil.
À cette époque, Maria Pia de Bragance revendique le titre de « duchesse de Bragance », soutenue par une petite minorité de monarchistes anti-salazariens alors que la majorité soutient Édouard Nuno de Bragance, aussi prétendant au titre de « duc de Bragance » et allié de Salazar dans l'espoir que celui-ci serait favorable à une restauration de la monarchie portugaise, tout comme Francisco Franco le fera en Espagne en 1975.

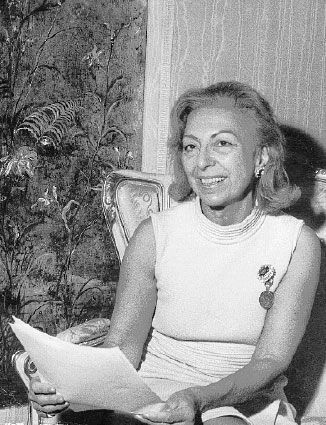
Maria Pia de Bragance dans un discours au peuple portugais.

Cet affrontement entre la branche miguéliste et la lignée des Saxe-Cobourg et Gotha Bragance remonte à 1828 lorsque Michel Ier de Portugal destitue sa nièce, Marie II de Portugal, héritière légitime du trône, avant d'être à son tour exilé et déchu de ses droits par la constitution de 1838. L'arrière-petit-fils de Marie II, Manuel II, étant mort sans descendance, les descendants de Michel Ier pouvaient légitimement revendiquer la couronne, d'autant que la constitution de 1838 avait été abrogée par Salazar en 1950. Mais de nombreux monarchistes, rapprochant les comportements autocratiques de Michel Ier et de Salazar, souhaitaient privilégier un membre de la branche constitutionnelle, occasion saisie par Maria Pia qui se présente comme une prétendante « démocratique ».
Dès lors, elle multiplie les déclarations dans les journaux portugais et italiens. En février 1965, alors qu'elle s'est rendue au Portugal sur la tombe du roi Charles Ier, elle est arrêtée et ne doit sa libération au bout de 24 heures qu'à l'intervention de l'ambassade d'Italie.
Fréquentant la jet set, elle affirme entretenir des relations étroites avec le roi en exil Alphonse XIII d'Espagne et son fils Jacques-Henri de Bourbon, bien que cela ait été confirmé par la femme de ce dernier[pas clair], Emmanuelle de Dampierre. De même, de nombreux courriers adressés par Maria Pia de Bragance aux différentes familles royales européennes dans une volonté de reconnaissance ne lui ont valu pour la plupart que des réponses polies et non de réels soutiens.
En 1982, Maria Pia de Bragance déposa une requête en restitution de propriété sur la Maison royale du Portugal. Celle-ci fut rejetée par le Tribunal suprême de Justice de Lisbonne le 14 avril 1983 au motif que Maria Pia de Bragance n'avait pas fourni la preuve de sa filiation, malgré la présentation du même certificat de baptême que celui déposé au Vatican.

## Validité du certificat de baptême

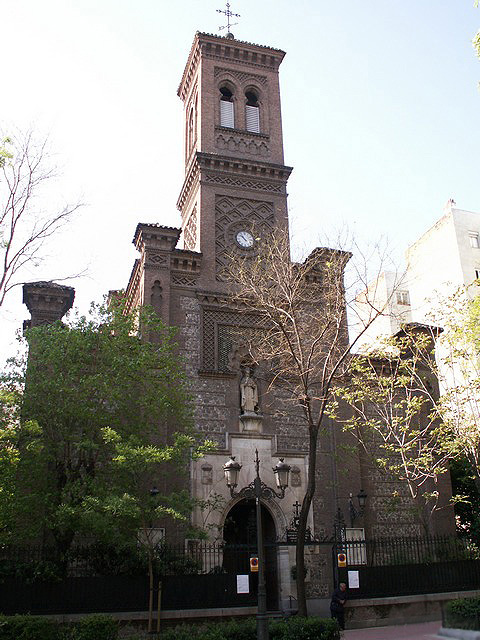
Église de San Fermin de los Navarros, Madrid, Espagne.

Les registres de l'église ayant été entièrement détruits durant la guerre civile, le vicaire général du diocèse de Madrid-Alcalas délivre, en 1939, à la demande de Maria Pia de Bragance une reconstitution d'acte de baptême, établie d'après les indications d'un membre du parlement, Antonio Goicoechea y Cusculluela, également gouverneur de la Banque d'Espagne et témoin supposé du baptême. Maria Pia de Bragance prétend également que, parmi les archives détruites, se trouvait une copie d'une reconnaissance en paternité signée par le roi le 14 mars 1907, indiquant qu'elle pouvait légitimement prétendre au nom paternel « avec tous les honneurs, prérogatives, rang, devoirs et avantages dus aux princes de la maison de Bragance du Portugal ».
En octobre 1966, le prétendant de la branche miguéliste, Édouard Nuno de Bragance, saisit le tribunal ecclésiastique du diocèse de Madrid-Alcalá afin qu'il retire du certificat de baptême le nom du roi Charles Ier, arguant qu'aucune preuve n'atteste cette filiation et que, de plus, un tel certificat ne mentionne jamais le père d'un enfant illégitime.
En février 1972, l'affaire est portée devant la Rote romaine. Le 6 décembre 1972, Duarte Nuno de Bragance est débouté au motif qu'il n'a pas de légitimité à cette demande, n'étant que parent éloigné du roi. En revanche, la cour ne se prononce pas sur la validité des preuves apportées par Maria Pia. Chaque camp ne s'en attribue pas moins le bénéfice du jugement.
Or, la reconnaissance de l'authenticité des actes est indispensable à celle des prétentions au trône. En effet le Rituel romain enjoint au prêtre de n'indiquer le nom du père qu'à sa demande ou s'il est reconnu comme tel par des documents publics authentiques (Titulus XII, caput II). Le roi Charles Ier n'étant pas présent lors du baptême, la mention de son nom sur le certificat de baptême n'était possible que sur présentation d'une reconnaissance en paternité authentifiée (d'où l'obstination de Maria Pia de Bragance pour en obtenir une copie, l'original ayant été déclaré détruit).
Mais cette reconnaissance de l'Église ne résout pas tout. En effet, les enfants illégitimes d'un monarque portugais étaient ipso facto exclus de la succession selon la charte constitutionnelle de 1826, qui ne pouvait être amendée que par les Cortes et non par le souverain. Une reconnaissance en paternité n'aurait donc eu aucune valeur légale et seul le mariage de sa mère avec le roi aurait pu permettre à Maria Pia de Bragance de prendre place et rang dans la succession.

## L'affaire «Rosario Poidimani»

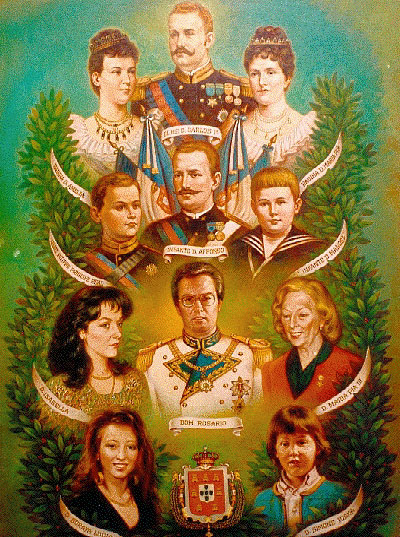
Peinture de la famille royale des Saxe-Cobourg et Bragance.

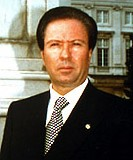
Rosario Poidimani.

Le 2 décembre 1985, Maria Pia de Bragance désigne contre toute attente comme héritier à sa succession Rosario Poidimani (né le 25 août 1941 à Syracuse en Sicile), soi-disant issu d'une famille de la noblesse sicilienne, au détriment de ses deux filles et de ses deux petits-fils. Le 19 février 1986, elle atteste dans un second document de liens de parenté avec Poidimani, sans en préciser la nature.
Le 3 avril 1987, Maria Pia de Bragance signe une « abdication » en faveur de Poidimani, officialisée quelques semaines plus tard lors d'une cérémonie au Portugal, au motif qu'« elle s'est trouvée totalement privée du soutien de sa descendance ». De ce jour, Poidimani, se présentant désormais comme S.A.R. Dom Rosario de Saxe-Cobourg et Gotha Bragance, 22e duc de Bragance, multiplie les actions en vue de faire reconnaître ses « droits » à la couronne portugaise depuis sa résidence de Vicenza (Italie). Il se découvre ainsi une filiation directe avec Louis Ier de Portugal et l'empereur d'Occident Louis III l'Aveugle et crée deux sites internet entièrement à sa gloire, sur lesquels il présente, sur fond de musique martiale, une série de documents censés authentifier sa légitimité, ainsi qu'une visite virtuelle de ses appartements et l'actualité de la famille « royale ».
En décembre 2003, il dépose plainte contre le généalogiste Guy Stair Sainty (en) qui a dénoncé dans un article le caractère fantaisiste des allégations de Maria Pia de Bragance. Il est débouté de sa demande en août 2004 par le tribunal de Vicenza. Il gagne finalement en 2010 un procès au civil pour diffamation contre Guy Stair Sainty devant le tribunal de Vicenza.
Poidimani et sept de ses proches collaborateurs sont arrêtés le 22 mars 2007 et mis en examen pour fraude, falsification de documents, extorsion et association de malfaiteurs. La répression des fraudes italienne saisit 712 faux passeports diplomatiques, 600 fausses cartes d'identité diplomatiques et 135 fausses plaques d'immatriculation, mettant un terme aux rêves monarchiques du soi-disant prétendant,. Il est condamné en première instance par le tribunal de Busto Arsizio à 5 ans de prison en janvier 2011. Mais en 2013, Poidimani obtient la relaxe de la part de la cour d'appel de Milan.[réf. nécessaire]

## Sources
- (en) Cet article est partiellement ou en totalité issu de l’article de Wikipédia en anglais intitulé « Maria Pia de Saxe-Coburgo e Bragança » (voir la liste des auteurs).

- (pt) Cet article est partiellement ou en totalité issu de l’article de Wikipédia en portugais intitulé « Maria Pia de Saxe-Coburgo e Bragança » (voir la liste des auteurs).